# Gabriel Andral
Gabriel Andral (Parigi, 6 novembre 1797 – Châteauvieux, 13 febbraio 1876) è stato un medico francese, insegnante di anatomia patologica ed igiene presso l'università di Parigi.
È considerato un importante esponente dell'evoluzione della medicina francese del XIX secolo e della scuola parigina. Fu un innovatore dell'ematologia, associata alla patologia clinica, e si distinse anche nel campo dell'anatomia patologica.

## Biografia

### Gli inizi
Gabriel Andral nasce il 6 novembre 1797 a Parigi, da una famiglia, originaria di Espédaillac, nel dipartimento della regione dell'Occitania. La sua famiglia aveva già prodotto ben sette generazioni di medici. Suo padre, Guillaume, era un medico piuttosto noto in Francia, in quanto membro dell’Académie nationale de médecine e medico militare: fu medico personale di Carlo X e, successivamente, di Gioacchino Murat, che seguì in Italia quando, nel 1808, il generale fu nominato re di Napoli da Napoleone.  Andral trascorre buona parte della sua adolescenza in Italia, con il padre, dove intraprende i primi studi e viene presto avviato alla professione medica. Tornato in Francia, nel 1813, frequenta per due anni il Lycée Louis-le-Grand di Parigi e, nel 1815, si iscrive alla facoltà di medicina. Compie il suo tirocinio presso l’Hôpital de la Charité sotto la guida del professor Eugene Lerminier, un vecchio allievo di Jean-Nicolas Corvisart des Marets, che, da allora, diviene il suo mentore. Andral si distingue, fin da subito, per la sua assiduità e la sua serietà nel lavoro. Nel 1821 si laurea con una tesi dal titolo: Ricerche sull'espettorazione in diverse patologie del torace.

### Gli anni dopo la laurea
In data 3 giugno 1823 è eletto deputato e membro dell'Académie nationale de médecine e resta in carica fino al 17 marzo 1833. Nel 1828 Andral ottiene l'incarico di professore d’igiene e fonda con due suoi colleghi, Jean-Baptiste Bouillaud e Claude Auguste Reynaud, una rivista medica, Le Journal Hebdomadaire, che viene pubblicata per due anni e fornisce interessanti relazioni su osservazioni condotte su vari pazienti, analisi ed esami comparativi. Queste osservazioni saranno raccolte, insieme a numerosi altri studi, nella sua Clinique medicale, un’opera in quattro volumi, pubblicata nel 1837 in collaborazione con Lerminier. Il successo professionale che Andral ottiene a partire da questo momento è dovuto, prima di tutto, alla qualità dell'opera e alla sua abilità medica, ma, senza dubbio, anche alla forza delle reti di amicizia della sua famiglia e al sostegno ricevuto dal suocero.  Infatti, nel 1827, Andral sposa Angélique Royer-Collard, figlia di Pierre-Paul Royer-Collard, uno dei politici più influenti dell'epoca, e, da lei, ha un figlio: Paul Andral. Nel 1830 riceve la prestigiosa cattedra di patologia generale e nel 1839 succede a François Broussais come professore di patologia clinica, mantenendo questo incarico per ben ventisette anni.  Nel 1843 diviene membro dell'Académie des sciences.

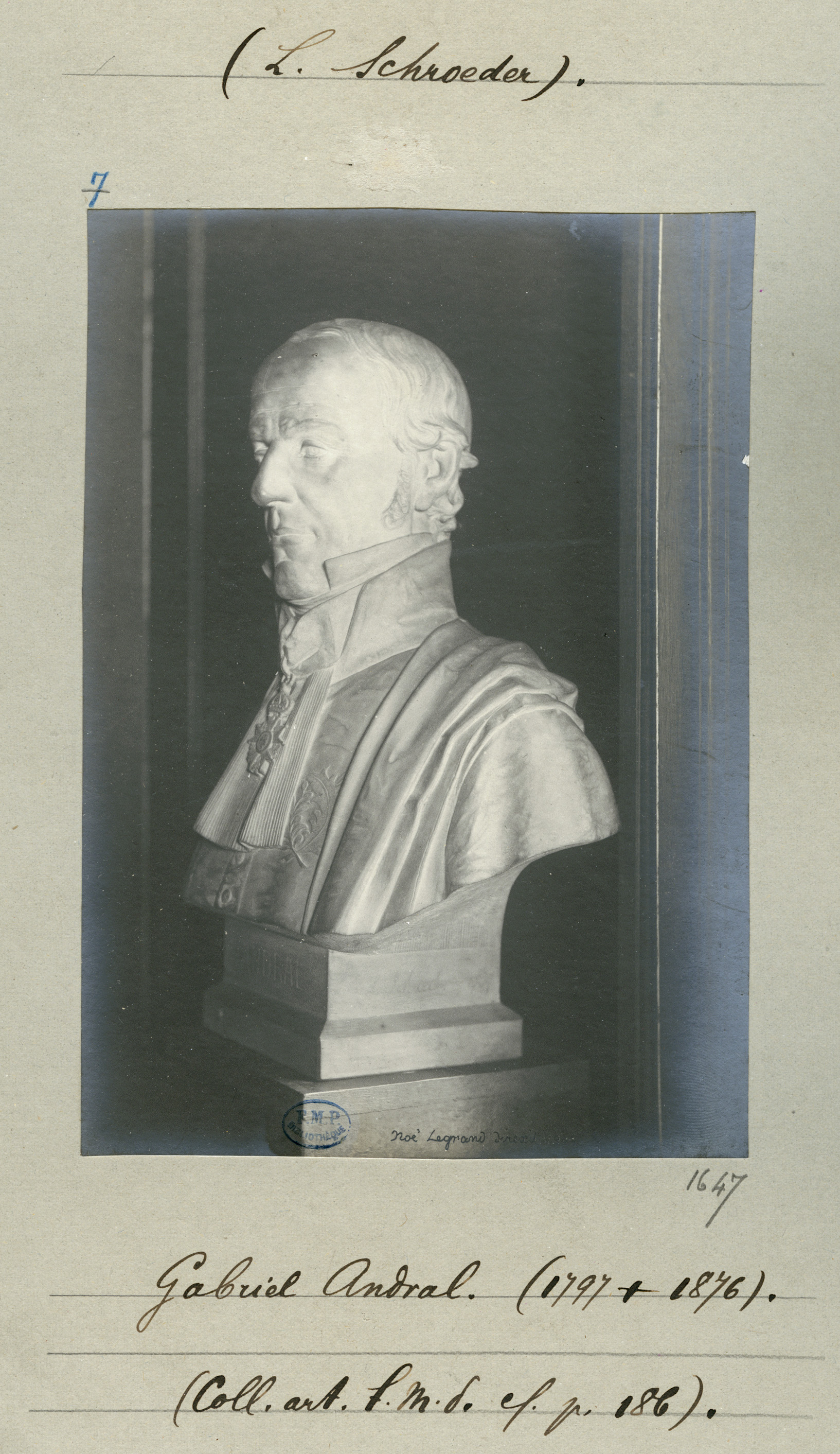
Busto di Gabriel Andral (1797-1876)

### Lo scontro con Broussais
Andral, nei suoi scritti, esprime una certa diffidenza nei confronti della teoria umorale ippocratica, rifiutando l'idea che il corpo sia un sistema costituito dall'unione di quattro elementi: sangue, flegma, bile gialla e bile nera. In questo senso, tuttavia, risulta significativo il fatto che Andral, a differenza di René Laennec e di numerosi altri medici a lui contemporanei, pur respingendo tale dottrina, la discuta con rispetto, trattandola come un fenomeno puramente storico.
La sua posizione ideologica, in riferimento all'ormai radicata dottrina ippocratica, lo espone al giudizio di François Broussais, uno dei medici parigini più influenti della prima metà dell'Ottocento, particolarmente noto come sostenitore dell'uso del salasso e del metodo delle sanguisughe. Queste due pratiche erano, del resto, assolutamente coerenti con la teoria umorale, che considerava la malattia una diretta conseguenza del difetto o dell'eccesso di uno dei quattro umori corporei. Broussais era solito applicare tra le quaranta e le duecento sanguisughe per volta sul corpo del malato. Questi eccessi cominciarono a suscitare un rifiuto da parte di diversi medici dell’epoca, tra cui Andral, il quale fu uno dei più accaniti propugnatori del cosiddetto "metodo numerico" di Pierre-Charles Alexandre Louis, un nuovo metodo d'indagine che, attraverso l'osservazione e l'analisi di un grande numero di casi clinici, riuscì a dimostrare la completa inefficacia del salasso. 
Inoltre, nel III e nel IV volume della Clinique medicale, Andral discute alcune patologie dell’addome, in opposizione alla teoria fisiologica di Broussais, secondo cui la causa di tutte le malattie risiede nelle lesioni, croniche o acute, dell'apparato gastrointestinale. Andral sostiene, invece, che forma e funzione non sempre corrispondono in patologia e che i sintomi possono esistere anche senza che ci siano lesioni e le lesioni senza sintomi. Schierarsi apertamente contro un professionista come Broussais, procurò ad Andral numerose critiche e veri e propri attacchi personali.

### Gli studi ematologici
Andral si dedica instancabilmente allo studio del sangue, portando avanti approfonditi studi sull’argomento, i quali dimostrarono la fondamentale importanza della chimica del sangue nel processo di diagnosi. Andral, infatti, applica l’analisi microscopica, chimica e sperimentale negli animali, allo studio delle malattie del sangue, tanto da essere considerato uno dei fondatori dell'ematologia moderna. Il suo Essay d'hematologie pathologique, pubblicato nel 1843, in cui esprime il suo debito nei confronti di François Magendie, è un chiaro esempio del passaggio da una fase della patologia alla clinica.

### Gli ultimi anni
Il saggio sull’ematologia è il suo ultimo grande lavoro. Infatti, nel 1866, interrompe la propria carriera. Le ragioni di tale decisione sono tutt'altro che chiare. Andral avrebbe rinunciato perché si sentiva troppo stanco e provato dagli attacchi ricevuti dai numerosi detrattori. In realtà, a giocare il ruolo più importante nella sua scelta, sono due eventi personali particolarmente dolorosi: la malattia della moglie e la morte del figlio per tubercolosi. Andral, tuttavia, continua a coltivare il proprio interesse per la medicina e la ricerca. Nel 1870, lascia Parigi, insieme alla moglie, trasferendosi a Châteauvieux, nel Loir-et-Cher, dove Royer-Collard possiede una proprietà. Angèlique viene a mancare nel 1872 e, quattro anni dopo, Andral, in seguito ad una polmonite, muore il 13 Febbraio 1876, all'età di settantanove anni.

## Impegno scientifico e scritti principali
Cronologicamente l'attività scientifica di Andral si divide in tre periodi. Egli, infatti, affermò di aver studiato medicina tre volte: quando studiò l'anatomia patologica, quando apprese un nuovo metodo di diagnosi e quando iniziò le sue indagini sull'ematologia.

### Anatomia patologica
Prima ancora di concludere gli studi, Andral nutre già un particolare interesse per l'anatomia patologica, tanto che nel 1820 pubblica una serie di articoli sulle emorragie interstiziali dei muscoli e sui tumori dello stomaco, ancora poco noti. Negli anni successivi si dedica alla stesura di due importanti opere sull'argomento, dove chiarisce il ruolo dell'anatomia patologica nella medicina moderna e riporta una serie di osservazioni e analisi anatomiche.

#### Précis d'anatomie pathologique(1829)
Nella prima parte dell'opera Andral si propone di spiegare le relazioni tra la nuova scienza e la medicina pratica, aiutandosi con l'anatomia comparata, in particolare con quella del cavallo. Nella seconda parte, invece, espone i risultati di ricerche su diverse patologie umane, tra cui la pericardite. Andral dimostra come l'infiammazione acuta o cronica della membrana che riveste le cavità cardiache possa essere presente anche se non si avverte alcun rumore, e come, allo stesso modo, sia possibile sentire un "soffio" sintomatico nonostante le valvole cardiache siano ben funzionanti. Egli, inoltre, comprende la rilevanza della pericardite nello sfociare di aneurismi del cuore. Scrive, infine, sul sistema nervoso e riguardo a disturbi dovuti all'interruzione della circolazione polmonare e alla rottura di vene, arterie e capillari..

#### Traitè d'Anatomie pathologique(1843)
Nel trattato di anatomia patologica Andral definisce l'oggetto di studio della disciplina, ripercorrendone la storia e evidenziandone i rapporti con le altre branche della medicina. L'autore valuta, infatti, come l'anatomia patologica possa orientare la terapeutica, che, da sola, fornisce nozioni spesso insufficienti e incerte.
(Gabriel Andral)
Il trattato si divide in due sezioni: nella prima, intitolata “Anatomia patologica generale”, Andral descrive i principali tipi di lesioni dell'organismo umano, in base alle caratteristiche che essi hanno in comune tra di loro e al ruolo che assumono nell'insorgenza della malattia; nella seconda sezione, dal titolo “Anatomia patologica speciale”, egli applica alla storia delle malattie il metodo illustrato nella prima parte. Particolare rilievo assume la descrizione della linfangite carcinomatosa, osservata in una paziente con cancro uterino. Andral espone, dunque, i risultati di approfonditi studi riguardo alle principali patologie umane, indagandone i rapporti e il metodo di concatenazione e successione, anche attraverso la dissezione di corpi umani e animali. In effetti il trattato di patologia contiene un gran numero di materiale comparativo fornito dalla scuola veterinaria di Alfort..

### Diagnostica
Andral si distingue nel campo della diagnostica soprattutto per aver contribuito alla diffusione dello stetoscopio e del metodo di auscultazione mediata, ideato da Laennec.. Riconoscendo l'importanza di tale scoperta, Andral non si limita a servirsene, ma, piuttosto, la perfeziona individuandone le qualità e i limiti. Egli, infatti, si accorge che l'auscultazione mediata spesso non fornisce i mezzi per riconoscere la gravità di un sintomo, e non è sempre sufficiente per distinguere, ad esempio, una febbre da una tubercolosi. Inoltre egli individua la zona di ottusità legata alla presenza del cuore, sottolineando l'importanza dell'analisi del rumore respiratorio durante le crisi febbrili; fissa il numero normale di respiri al minuto; distingue i tempi di inspirazione ed espirazione e collega al primo di essi la presenza di crepitii scoppiettanti, che indicano un inizio di polmonite. Descrive, quindi, le forme di edema polmonare e di dispnea parossistica e conduce una serie di analisi sulla tubercolosi, dimostrando come nei bambini l'insorgenza della malattia si manifesti solo dopo il secondo anno di vita..

#### Clinique medicale ou choix d'observations recuillies à la clinique de M. Lerminier(1837)
La Clinique medicale è sicuramente l'opera più rappresentativa di questo periodo, nonché un modello delle migliori pratiche mediche di quei tempi. Il trattato si articola in quattro volumi, ciascuno suddiviso in sei parti, le quali a loro volta sono suddivise in sezioni. L'opera è stata pubblicata in cinque edizioni successive: la prima, a cui Andral si dedica quando era ancora uno studente di medicina, nel 1823, la seconda nel 1824 e, successivamente, nel 1826 e nel 1827.. Nella Clinique medicale Andral espone le proprie osservazioni su pazienti a partire dai sintomi e dai segni fino alla diagnosi e alle osservazioni post-mortem. Segue, per ogni parte, un breve riassunto dei casi presi in esame, divisi per patologia, e la descrizione del metodo di osservazione adottato.

### Ematopatologia
Tra il 1840 e il 1842, Andral presenta all'Accademia francese delle scienze una ricerca sulla composizione del sangue di alcuni animali domestici, in riferimento a quella del sangue umano, su cui aveva lavorato insieme a Louis Denis Jules Gavarret e Onésime Delafond.. Successivamente pubblica un importante scritto sull'argomento:Essai d'Hematologie pathologique, considerato una pietra miliare della moderna ematologia. Andral, infatti, segna una svolta fondamentale in questo settore, introducendo lo studio del sangue come disciplina clinica. Egli, per primo, avverte la necessità di definire i valori standard delle componenti del sangue e di classificare le malattie in cui si assiste a modificazioni del ematocrito, in base ad analisi chimiche e all’osservazione microscopica.
(Gabriel Andral)

#### Essai d’Hematologie pathologique(1843)
Il saggio si divide in due capitoli, Il metodo migliore da seguire negli studi d'ematologia patologica e Il sangue nelle malattie. 
Nel capitolo introduttivo Andral afferma che l’idea di ricercare l’origine delle malattie in un’alterazione dei principi elementari, che entrano nella costituzione del corpo degli animali non sia un’idea recente. Essa, infatti, nasce e si sviluppa già in epoca antica, ma, tuttavia, rimane per lungo tempo sterile, poiché gli scienziati invece di constatare con l’esperienza l’alterazione di questi principi, il più delle volte si sono limitati a supporla, giungendo alla formulazione di teorie incomprensibili e poco chiare. Andral, ricorda i nomi di Joan Baptista Van Helmont e Franciscus de le Boë Sylvius, i quali, prima di lui, tentarono di determinare, con il mezzo della chimica, la sede e la natura delle malattie, esponendosi alle critiche di numerosi oppositori. Andral esprime, quindi, la speranza che, a seguito dei progressi della chimica organica, possa riuscire a mettere in chiara evidenza questa verità con l’impiego rigoroso dei metodi sperimentali.
Andral procede nell'esposizione dei metodi più convenienti da seguire e delle ricerche preliminari di cui è indispensabile occuparsi per studiare con profitto le alterazioni che il sangue può presentare nelle malattie. Egli ritine che sia indispensabile una condizione, affinché l’analisi chimica e microscopica, applicata allo studio del sangue nelle malattie, possa condurre a dei risultati veramente utili: si deve acquistare un’esatta cognizione dello stato fisiologico del sangue. La mancanza di un sufficiente studio di tutte quelle diversità di aspetto e di composizione che esso può presentare, senza che, necessariamente, la salute ne risulti alterata, potrebbe condurre, infatti, a continui errori. Non si può concludere la composizione del sangue di una specie animale da quella del sangue di un’altra, in quanto esistono differenze marcatissime al riguardo. Ad esempio ci sono alcuni animali in cui il sangue contiene, nello stato normale, più del doppio di fibrina del sangue di altri. Ciò significa che, quello che presso l’uomo è l’espressione costante di uno stato morboso, appartiene in altri esseri al loro stato fisiologico. È bene dunque determinare con rigore, per lo stato fisiologico, le possibili variazioni di quantità che i differenti elementi del sangue possono presentare, prima di iniziare a studiare con il microscopio le alterazioni che esso assume in stati morbosi. Segue, quindi, un resoconto dettagliato su una serie di misurazioni effettuate per stabilire le proporzioni dei componenti del sangue, come la fibrina, i globuli e l'acqua, sia negli individui sani che nei malati.
Le alterazioni che l’analisi chimica e l’esame microscopico permettono di evidenziare nel sangue si dividono, secondo Andral, in tre classi: le alterazioni che risultano dal non trovarsi più in quella proporzione che è compatibile con lo stato fisiologico, ovvero le modificazioni quantitative di quei principi che entrano normalmente nella sua composizione; le modificazioni qualitative e fisiche dei costituenti del sangue; la formazione di nuovi principi che non hanno niente in comune con quelli caratteristici dello stato sano, come ad esempio il pus.
Andral afferma che per poter evidenziare queste alterazioni sia necessario seguire un procedimento rigoroso basato su tre fasi successive: la considerazione preliminare dell'aspetto del sangue, l'analisi chimica e microscopica, l'esperienza fisiologica. 
La prima fase consiste in un'analisi superficiale del sangue, che ne evidenzia le caratteristiche macroscopiche. Essa però non è in grado di rilevare ciò che solo l'investigazione chimica e microscopica possono evidenziare, attraverso il migliore strumento d'analisi: il microscopio. Lo studio microscopico trova, infine, compimento ultimo nelle esperienze fisiologiche. Infatti per mezzo di queste si può modificare, negli animali, la composizione del sangue e conseguentemente le sue proprietà fisiche, in maniera da rendere questo liquido più o meno simile a quello che è in certe malattie. Una volta prodotte queste modificazioni si osserva quali sono i fenomeni che sopraggiungono nelle differenti parti dell’organismo e se ne traggono conclusioni relativamente all’influenza che alcune modificazioni della medesima natura, sopraggiunte spontaneamente nel sangue dell’uomo, possono esercitare sulla produzione di molti stati morbosi.
Nei capitoli successivi Andral espone i risultati da lui ottenuti nel corso di ricerche e studi condotti su diversi pazienti, analizzando le caratteristiche del sangue nella pletora, nelle febbri e nelle infiammazioni. Andral introduce, per la prima volta, i termini "sideremia" e "anemia" e esamina i radicali liberi, la fibrina, l’albumina, i corpuscoli. Descrive, inoltre, numerosi disturbi del sangue, tra cui l'avvelenamento da piombo, la sepsi e la policitemia..

## Opere principali
- Précis d'anatomie pathologique, 1829.
- Projet d'un essai sur la vitalité, 1835.
- Cours de pathologie interne, 1836–1837.
- Sur le traitement de la fièvre typhoïde par les purgatifs, 1837.
- Clinique medicale ou choix d'observations recuillies à la clinique de M. Lerminier, 1837.
- Sur les modifications de properties de quelques principes du sang (fibrine, globules, materiaux solides du sérum, et eau) dans les maladies, 1840.
- Recherches sur la composition du sang de quelques animaux domestiques, dans l'état de santé et de maladie, 1842.
- Traité élémentaire de pathologie et de thérapeutique générale, 1843.
- Traitè d'Anatomie pathologique, 1843.
- Essai d'hématologie pathologique, 1843.

## Riconoscimenti
- Deputato della Royal Academy of Medicine;
- Titolare dell’accademia imperiale di medicina;
- Membro della società di medicina di Bogotà, di Edimburgo, di Liegi, di Napoli, di New-Orleans;
- Cavaliere della legione d’onore.[7]